# تملك بحري بالاستيلاء

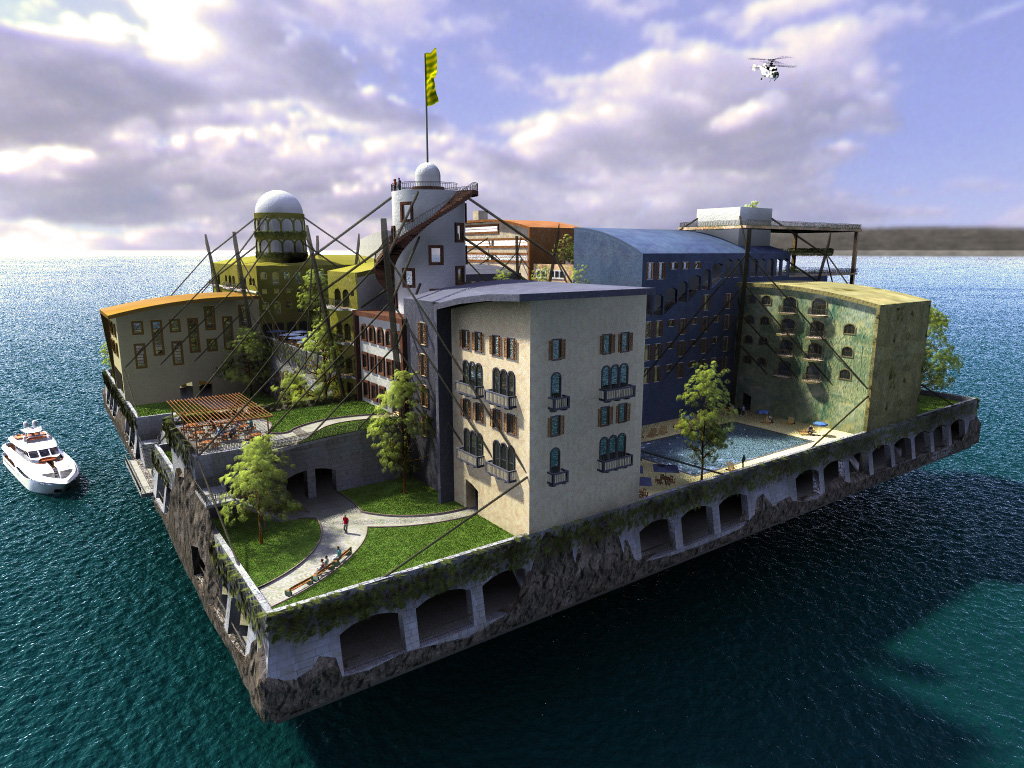

التملك البحري بالاستيلاء، هو مفهوم يعني إنشاء مساكن دائمة في البحر -تسمى بالملكية البحرية بالاستيلاء- خارج الأراضي التي تطالب بها أي حكومة. يُعتبر المصطلح مزيجاً بين كلمتي «التملك بالاستيلاء» و«البحر».
يقول المتملكون البحريون بالاستيلاء إن مثل هذه المدن العائمة المستقلة ذاتياً من شأنها أن تعزز سرعة تطوير التقنيات «من أجل إطعام الجياع وعلاج المرضى وتنظيف الغلاف الجوي وإثراء الفقراء». يخشى بعض النقاد أن تُصمم الملكيات البحرية بالاستيلاء بشكل أكبر كملجأ للأثرياء لتجنب الضرائب أو غيرها من المشكلات.
لم يُعترف بأي هيكل قام به أي شخص في المياه الدولية كدولة ذات سيادة. وشملت الهياكل المقترحة السفن السياحية المعدلة ومنصات النفط المجهزة والمنصات المضادة للطائرات التي خرجت من الخدمة والجزر العائمة المصممة حسب الطلب.
عززت مؤسسة التملك البحري بالاستيلاء التعاون مع إحدى الأمم الموجودة حالياً في الجزر العائمة النموذجية والمتمتعة بحكم شبه ذاتي قانوني داخل المياه الإقليمية المحمية للأمة، كنوع من الخطوات الوسيطة. في 13 يناير من عام 2017، وقعت المؤسسة على مذكرة تفاهم مع بولينزيا الفرنسية من أجل إنشاء أول «منطقة بحرية» شبه مستقلة كنموذج أولي، ولكن اعتباراُ من عام 2019، كان وضع هذه المنطقة غامضاً.
أطلقت شركة «أوشن بيلدرز» أول ملكية بحرية عائلية بالاستيلاء بالقرب من فوكيت في تايلاند. ولكن زعمت البحرية التايلاندية بعد شهرين من الإطلاق، أن هذه الملكية البحرية بالاستيلاء تمثل تهديداً للسيادة التايلاندية، على الرغم من أن المتملكين البحريون بالاستيلاء لم يُتهموا رسمياً بارتكاب جريمة اعتباراً من مايو 2019.

## مؤسسة التملك البحري بالاستيلاء
في 15 أبريل من عام 2008، أسس واين غرامليتش وباتري فريدمان مؤسسة التملك البحري بالاستيلاء كنوع من المنظمات غير الربحية 501 (سي) (3)، وهي مؤسسة شُكّلت من أجل تسهيل إنشاء مجتمعات عاملة متنقلة مستقلة ذاتياً ضمن المياه الدولية.
أشار فريدمان وغرامليتش إلى أنه وفقاً لاتفاقية الأمم المتحدة لقانون البحار، تمتد المنطقة الاقتصادية الخالصة لبلد ما حتّى بعد 200 ميل بحري (370 كم) من الشاطئ؛ وبعد هذا الحد تبدأ المياه الدولية، التي لا تخضع لقوانين أي دولة ذات سيادة بخلاف علم الملاءمة الذي تبحر به السفينة. اقترحا أن تستفيد أي ملكية بحرية بالاستيلاء من غياب القوانين واللوائح خارج سيادة الدول لتجربة أنظمة الحكم الجديدة، وللسماح لمواطني الحكومات القائمة حالياً بالخروج بسهولة أكبر.
قال باتري فريدمان في مؤتمر التملك البحري بالاستيلاء السنوي الأول: «عندما يصبح التملك البحري بالاستيلاء بديلاً قابلاً للتطبيق، فإن التحويل من حكومة إلى أخرى سيكون مسألة إبحار إلى تلك الحكومة دون مغادرة منزلك».
ركزت مؤسسة التملك البحري بالاستيلاء على ثلاثة مجالات: بناء مجتمع وإجراء أبحاث وبناء أول ملكية بحرية بالاستيلاء في خليج سان فرانسيسكو.
انتقى المشروع الظهور العام/ السائد بعد لفت انتباه مؤسس «باي بال» بيتر ثيل. وقد تبرع ثيل بمبلغ 500,000 دولار أمريكي من رأس المال الأولي وازدادت مساهماته منذ ذلك الحين.
في عام 2008، قال فريدمان وغرامليش إنهما يأملان في تعويم أول نموذج أولي في خليج سان فرانسيسكو بحلول عام 2010 يليه ملكية بحرية بالتملك في عام 2014؛ لكن لم تحقق مؤسسة التملك البحري بالاستيلاء هذه الأهداف.
في يناير من عام 2009، حصلت مؤسسة التملك البحري بالاستيلاء على براءة اختراع لتصميم «كلوبستيد» وهو منتجع ملكية بحرية بالاستيلاء، يتسع لـ 200 شخص وحجمه مساوٍ لحجم كتلة سكنية. أنتجت شركة الاستشارات «مارين إنوفيشن آند تيكنولوجي» هذا المنتجع. يمثل تصميم كلوبستيد أول تحليل هندسي رئيسي في حركة التملك البحري بالاستيلاء.

### مشروع المدينة العائمة
أطلقت مؤسسة التملك البحري بالاستيلاء في ربيع عام 2013 مشروع المدينة العائمة. اقترح المشروع تحديد موقع مدينة عائمة داخل المياه الإقليمية لإحدى الأمم القائمة، بدلاً من المحيط المفتوح. ادّعت المؤسسة أن المشروع سيحصل على العديد من المزايا من خلال وضعه ضمن إطار العمل القانوني الدولي وتسهيل هندسته وتسهيل وصول الأشخاص والمعدات إليه.
جمعت المؤسسة في أكتوبر من عام 2013،  27082 دولار أمريكي من 291 ممول في حملة للتمويل الجماعي. استخدمت المؤسسة الأموال لتوظيف شركة الهندسة البحرية الهولندية «ديلتاسينك» من أجل وضع دراسة هندسية لمشروع المدينة العائمة.
التقت مؤسسة التملك البحري بالاستيلاء في سبتمبر من عام 2016، بمسؤولين في بولينزيا الفرنسية من أجل مناقشة بناء نموذج أولي لملكية بحرية بالاستيلاء في بحيرة محمية. وفي 13 يناير من عام 2017، وقع وزير الإسكان في بولينزيا الفرنسية جان كريستوف بويسو مذكرة تفاهم مع المؤسسة من أجل إنشاء أول «منطقة بحرية» متمتعة بحكم شبه ذاتي. انفصلت مؤسسة التملك البحري بالاستيلاء عن شركة «بلو فرونتايرز» الهادفة للربح، والتي ستقوم ببناء وتشغيل نموذج أولي لملكية بحرية بالاستيلاء في المنطقة البحرية.
في 3 مارس من عام 2018، قالت حكومة بولينزيا الفرنسية أن الاتفاقية «ليست وثيقة قانونية» وقد انتهت صلاحيتها في نهاية عام 2017. لم يتم الإعلان عن أي إجراء منذ ذلك الحين.

## مشاريع أخرى

### المسبار البحري
المسبار البحري، هو مركب أبحاث عابر للمحيطات مصمم لتزويد العلماء وغيرهم بمحطة أبحاث سكنية متحركة. ستحتوي المحطة على مختبرات وورش عمل وأماكن إقامة وسطح مضغوط لدعم الغطاسين والغواصات. سيترأس المهندس المعماري الفرنسي جاك روجي وعالم المحيطات جاك بيكارد ورائد الفضاء جان كريتيان لوب هذا المسبار. من المتوقع أن تبلغ التكلفة نحو 52.7 مليون دولار.

### بلوسيد
كانت بلوسيد عبارة عن شركة تهدف إلى تعويم سفينة بالقرب من وادي السيليكون لتكون بمثابة مجتمع ناشئ لا يحتاج إلى تأشيرة أو حاضنة أعمال تجارية. التقى مؤسسا الشركة ماكس مارتي وداريو موتابدزيجا عندما كانا موظفين في مؤسسة التملك البحري بالاستيلاء. خطط المشروع لتوفير مساحة معيشية ومكتبية، واتصال بالإنترنت عالي السرعة وخدمة عبّارات منتظمة إلى البر الرئيسي؛ ولكن عُلّق المشروع منذ عام 2014.

## النقد
صُوّبت الانتقادات إلى كل من التطبيق العملي والرغبة بالتملك البحري بالاستيلاء.
يعتقد النقاد أن إنشاء هياكل حوكمة من نقطة البداية أصعب بكثير مما يبدو عليه الأمر. بالإضافة إلى أنه سيظل المتملكون البحريون بالاستيلاء معرضين لخطر التدخل السياسي من الدول القومية.
على المستوى اللوجستي، قد تكون الملكيات البحرية بالاستيلاء بعيدة جداً وغير مريحة لدرجة لا تجعلها جذابة للمقيمين المحتملين فيها لفترة طويلة، في حال عدم الوصول إلى التمدّن والتنقل والمطاعم والتسوق وغيرها من الميزات. قد يكون أيضاً بناء ملكيات بحرية بالاستيلاء للصمود بوجه قسوة المحيطات المفتوحة أمراً غير اقتصادي.
قد تفسد هياكل الملكيات البحرية بالاستيلاء مناظر المحيط، وقد تستنفذ الصناعة والزراعة في هذه الملكيات بيئاتها، وقد تلوث نفاياتها المياه المحيطة. يعتقد بعض النقاد أن الملكيات البحرية بالاستيلاء ستستغل كل من المقيمين فيها والسكان القريبين منها. ويخشى آخرون من سماح الملكيات البحرية بالاستيلاء للأفراد الأثرياء بشكل رئيسي بالهروب من الضرائب، أو إلحاق الضرر بالمجتمع الرئيسي من خلال تجاهل القوانين المالية والبيئية وقوانين العمل الأخرى.

## المؤتمرات
عقدت مؤسسة التملك البحري بالاستيلاء مؤتمرها الأول في بورلينغامي، كاليفورنيا، في 10 أكتوبر من عام 2008. حضر هذا المؤتمر خمسة وأربعون شخصاً من تسع دول. كان مؤتمر مؤسسة التملك البحري بالاستيلاء الثاني أكبر بكثير، وعقد في سان فرانسيسكو، كاليفورنيا، بين 28-30 سبتمبر من عام2009. عُقد مؤتمر المؤسسة الثالث بين 31 مايو - 2 يونيو من عام 2012.

## انظ أيضا
- مجتمع متعمد
- استيطان المحيط
- هيكل عائم كبير جدا